# Paralastor habilis
Paralastor habilis är en stekelart som beskrevs av Perkins 1914. Paralastor habilis ingår i släktet Paralastor och familjen Eumenidae. Inga underarter finns listade i Catalogue of Life.